# Gunter Reus
Gunter Reus (* 1950 in Neunkirchen) ist ein deutscher Journalist und Hochschullehrer. Er ist außerplanmäßiger Professor für Journalistik an der Hochschule für Musik, Theater und Medien in Hannover und seit 2018 im Ruhestand.

## Akademische und journalistische Laufbahn
Reus legte am Staatlichen Knabenrealgymnasium Neunkirchen (Saar) 1969 das Abitur ab und begann an der Johannes Gutenberg-Universität Mainz ein Studium der Germanistik, Vergleichenden Literaturwissenschaft und Kunstgeschichte. Nach einem Promotionsstipendium nahm er 1973 die Arbeit an seiner Dissertation Oktoberrevolution und Sowjetrussland auf dem deutschen Theater auf, mit der er 1977 zum Dr. phil. promovierte. Die Studie erschien 1978 im Bonner Bouvier Verlag.
Nach einer einjährigen Hospitation an den Städtischen Bühnen Mainz arbeitete Reus von 1976 bis 1978 als Deutschlehrer an einer privaten Sprachschule. Parallel dazu war er als freier Journalist für die Allgemeine Zeitung Mainz und den Südwestfunk tätig. Danach verpflichtete er sich für fünf Jahre beim Deutschen Akademischen Austauschdienst und lehrte an der Universität Lille (Frankreich) als Lektor für deutsche Sprache, Landeskunde und Literatur. Er kooperierte mit dem dortigen Goethe-Institut und veröffentlichte in deutschen und französischen Zeitschriften.
1983 kehrte Reus nach Deutschland zurück und begann ein Volontariat bei der Frankfurter Neuen Presse. Nach dessen Abschluss wurde er Lokalredakteur der Taunus-Zeitung in Bad Homburg und der Frankfurter Stadtredaktion der Neuen Presse. Dort arbeitete er regelmäßig am Feuilleton mit.
1987 wechselte Reus in die Journalistenausbildung und wurde Akademischer Rat an der Hochschule für Musik, Theater und Medien in Hannover. Am Institut für Journalistik und Kommunikationsforschung (IJK) oblag ihm die Lehre im Studienschwerpunkt Stil, Sprache, Formen und Arbeitstechniken des Journalismus. Daneben schrieb er weiterhin für diverse Medien, vor allem für das Feuilleton der Hannoverschen Allgemeinen Zeitung. 1996 habilitierte Reus kumulativ und erhielt nach einem Vortrag über „Peter Handkes Reisebericht ,Gerechtigkeit für Serbien‘ und die Funktionen von Journalismus und Literatur“ die Venia Legendi im Fach Journalistik. Von 1987 bis 1999 verantwortete er die Hochschulzeitschrift pressto, die er zusammen mit den Studierenden gestaltete. 1996 wurde er zum Privatdozenten, 1999 zum Außerplanmäßigen Professor ernannt. Von 2001 an wirkte er als Sprecher des Studienganges Multimediale Kommunikation und von 2008 bis zu seiner Pensionierung im Jahr 2018 als Studiengangsleiter Musik und Medien.

## Mitgliedschaften, Kooperationen, weitere Redaktions- und Lehrtätigkeit
Gunter Reus ist Mitglied in der Deutschen Gesellschaft für Publizistik- und Kommunikationswissenschaft (DGPuK). Viele Jahre engagierte er sich in Senat, Konzil und Personalrat der Hochschule in Hannover. Er arbeitete als Jurymitglied für die Kinder- und Jugendbuchliste des Saarländischen Rundfunks und in der Jury für den Juniorenpressepreis des Verbandes der Niedersächsischen Jugendredakteure. Zusammen mit britischen und französischen Kolleginnen und Kollegen setzte er sich für ein europäisches Journalistendiplom ein und betreute ein Kooperationsprojekt mit der Fakultät für Journalistik der Universität Tomsk in Sibirien. An zahlreichen in- und ausländischen Hochschulen und Bildungseinrichtungen hielt er Vorträge und leitete Seminare für Volontär/innen und Redakteur/innen.
Von 2002 bis 2007 gestaltete Reus den Informationsdienst „Aviso“ der DGPuK. 20 Jahre lang, von 2003 bis 2023, war er verantwortlicher Redakteur der wissenschaftlichen Fachzeitschrift Publizistik, bevor er 2024 in das Herausgebergremium der Online-Zeitschrift Journalistik/Journalism Research eintrat.

## Sonstiges
Die Schwerpunkte der Lehr- und Forschungstätigkeit von Gunter Reus liegen auf den Gebieten Sprache und Stil der Massenmedien, Pressegeschichte und Feuilletonforschung.
Reus lebt in Ronnenberg bei Hannover. Er ist verheiratet mit Cornelia Kunz-Reus und hat vier Kinder.

## Schriften

### Monografien
- Wörtlich genommen. Feuilletons, Essays und andere Versuche über Sprache, Medien, Poesie und Posen (in Vorbereitung).
- Medien und Kultur. Wiesbaden: Springer VS 2024.
- Der andere Claudius. Anmerkungen zu einem oft verkannten Publizisten. Darmstadt: Wissenschaftliche Buchgesellschaft 2022.
- Sprache in den Medien. Wiesbaden: Springer VS 2020.
- Marcel Reich-Ranicki – Kritik für alle. Darmstadt: Wissenschaftliche Buchgesellschaft 2020.
- Kulturjournalismus. Lehrbrief. Berlin: Deutsches Journalistenkolleg 2012.
- Ressort: Feuilleton. Kulturjournalismus für Massenmedien. Konstanz: UVK Medien/Ölschläger 1995 (2. Auflage 1999).
- Oktoberrevolution und Sowjetrußland auf dem deutschen Theater. Zur Verwendung eines geschichtlichen Motivs im deutschen Schauspiel von 1918 bis zur Gegenwart. Bonn: Bouvier Verlag Herbert Grundmann 1978.

### Editionen
- Online-Zeitschrift „Journalistik/Journalism Research“. Köln: von Halem, seit 2024 [mit Stine Eckert, Gabriele Hooffacker, Horst Pöttker, Tanjev Schultz, Martina Thiele, Mandy Tröger].
- Reihe „Medienwissen kompakt“. Wiesbaden: Springer VS, seit 2013 [mit Klaus Beck].
- Die Notengeber. Gespräche mit Journalisten über die Zukunft der Musikkritik. Wiesbaden: Springer VS 2017 (mit Ruth Müller-Lindenberg).
- Das zweite Ich. Gespräche mit Musikern über Image und Karriere in der Mediengesellschaft. Wiesbaden: Springer VS 2014.
- Publizistik. Beiträge zur Kommunikations- und Medienforschung. Wiesbaden: Springer VS 2013 (mit Klaus Beck, Christiane Eilders, Christina Holtz-Bacha und Arnulf Kutsch).
- Wissenschaft mit Wirkung. Beiträge zu Journalismus- und Medienwirkungsforschung. Festschrift für Klaus Schönbach. Wiesbaden: VS Verlag für Sozialwissenschaften 2009 [mit Christina Holtz-Bacha und Lee B. Becker].
- Heinz Knobloch: „Lässt sich das drucken?“ Feuilletons gegen den Strich. Konstanz: UVK 2002 (mit Jürgen Reifarth).

### Aufsätze (Auswahl)
- Der Schriftstellerjournalist. Eine Würdigung Erich Kästners. In: Universitas, Nr. 934, 2024, S. 56–78.
- „… wurde durchgeführt“. Eine kleine Polemik gegen Formeln und Unbedachtheiten in der Sprache der Kommunikationswissenschaft. In: Publizistik, Nr. 2–3, 2022, S. 225–231.
- Mit beiden Augen: Heinz Knobloch. In: Michael Haller/Walter Hömberg (Hrsg.): „Ich lass mir den Mund nicht verbieten!“ Journalisten als Wegbereiter der Pressefreiheit und Demokratie. Ditzingen: Reclam 2020, S. 264–268.
- Musikjournalismus in Zeitung und Blogs. In: Holger Schramm (Hrsg.): Handbuch Musik und Medien. Interdisziplinärer Überblick über die Mediengeschichte der Musik (2. Aufl.). Wiesbaden: Springer VS 2019, S. 273–302.
- Passt Fiktionalität in den Journalismus? In: Journalistik/Journalism Research, Nr. 1, 2019, S. 65–69
- Nicht auf verlorenem Posten. Entwicklungen des Zeitungsfeuilletons und Wünsche des Opernpublikums an die Kulturberichterstattung. In: Karl-Heinz Reuband (Hrsg.): Oper, Pub-likum, Gesellschaft. Wiesbaden: Springer VS 2018, S. 195–210 [mit Lars Harden].
- Sinn für den Boulevard und die ,Nationalidee’. Heinrich von Kleist und sein Lehrsatz von der Staatsferne des Journalismus. In: Horst Pöttker/Aleksandr I. Stan’ko (Hrsg.): Mühen der Moderne. Von Kleist bis Tschechow – Deutsche und russische Publizisten des 19. Jahrhunderts. Köln: von Halem 2016, S. 20–69.
- Noch nicht mit der Kunst am Ende. Das Feuilleton setzt wieder deutlicher auf angestammte Themen und zieht sich aus dem politischen Diskurs zurück. In: Publizistik, Nr. 2, 2015, S. 205–220 (mit Lars Harden).
- Verhalten optimistisch. Wie Musikjournalistinnen und Musikjournalisten ihre Arbeit, ihr Publikum und ihre Zukunft sehen – eine Bestandsaufnahme. In: Publizistik, Nr. 2, 2014, S. 107–133 [mit Teresa Naab].
- Stichwort „Kultur“. In: Günter Bentele/Hans-Bernd Brosius/Otfried Jarren (Hrsg.): Lexikon Kommunikations- und Medienwissenschaft (2. Aufl.). Wiesbaden: Springer VS 2013, S. 177–178.
- Vital und wichtig. Zehn Thesen gegen die These vom Niedergang des Kulturjournalismus. In: Wolfgang Lamprecht (Hrsg.): Weißbuch Kulturjournalismus. Wien: Löcker 2012, S. 614–624
- Stichwort „Journalist“. In: Peter Schiwy/Walter J. Schütz/Dieter Dörr (Hrsg.): Medienrecht. Lexikon für Praxis und Wissenschaft (5. Aufl.). Köln: Heymanns 2010, S. 271–282.
- Die Glaubwürdigkeit des Subjekts. Eine Befragung von Chefredakteuren zur Rolle der Persönlichkeit im Journalismus. In: Wolfgang Duchkowitsch/Fritz Hausjell/Horst Pöttker/Bernd Semrad (Hrsg.): Journalistische Persönlichkeit. Fall und Aufstieg eines Phänomens. Köln: von Halem 2009, S. 266–289.
- Musikjournalismus – Ergebnisse aus der wissenschaftlichen Forschung. In: Stefan Weinacht/Helmut Scherer (Hrsg.): Wissenschaftliche Perspektiven auf Musik und Medien. Wiesbaden: VS Verlag für Sozialwissenschaften 2008, S. 85–102.
- Politische „Kultur“. Eine Längsschnittanalyse des Zeitungsfeuilletons von 1983 bis 2003. In: Publizistik, Nr. 2, 2005, S. 153–172 [mit Lars Harden].
- „Zum Tanze freigegeben“. Fiktion im serösen Journalismus – ein illegitimes Verfahren? In: Achim Baum/Siegfried J. Schmidt (Hrsg.): Fakten und Fiktionen. Über den Umgang mit Medienwirklichkeiten. Konstanz: UVK 2002, S. 77–89.
- Herr Fuchs im Hühnerhaus. Journalistik als Sozialwissenschaft mit kulturellem Gewissen. In: Publizistik, Nr. 3, 1998, S. 250–259.